# Тамуз (гурт)
«Тамуз» (івр. תמוז) — найбільш значимий ізраїльський рок-гурт другої половини 1970-х в Ізраїлі. Їхній єдиний альбом «Кінець апельсинового сезону» (івр. סוף עונת התפוזים) став віхою у розвитку ізраїльського року.

## Історія гурту
Гурт заснували Шалом Ханох та Аріель Зілбер. 1976 року вони випустили альбом — «Кінець сезону апельсинів». Потім гурт вирушив в успішний концертний тур, але організаційні витрати були дуже значними і гурт втратив кошти. Після того був ще один тур, який окупив частину витрат команди.
Група розпалася через погане фінансування та незадоволення Зілбера музичним жанром гурту.
У 1983 році «Тамуз» тимчасово знову зійшлися для кількох турів, а також виступили разом у 2000 році, на роковинах від смерті Меїра Аріеля.
Найвідоміші пісні — однойменна «Кінець сезону апельсинів» (івр. סוף עונת התפוזים, Соф онат га-тапузім) та «Що глибше, то синіше» (івр. מה שיותר עמוק יותר כחול, Ма ше-йотер амок — йотер кахоль).

## Склад групи
- Шалом Ханох — голос, гітара;
- Аріель Зільбер — голос, клавішні;
- Єгуда Едер — гітари;
- Ейтан Ґедрон — баси;
- Меїр Ісраель — барабани.